# سیستردیل (تگزاس)
سیستردیل (به انگلیسی: Sisterdale) یک منطقهٔ مسکونی در ایالات متحده آمریکا است که در شهرستان کندال، تگزاس واقع شده‌است. سیستردیل ۱۱۰ نفر جمعیت دارد و ۳۹۰ متر بالاتر از سطح دریا واقع شده‌است.